# 1030년대
1030년대는 1030년부터 1039년까지를 가리킨다.

## 연호
| 연도   | 송나라    | 요나라    | 고려      | 일본        |
| ------ | --------- | --------- | --------- | ----------- |
| 1030년 | 천성 8년  | 태평 10년 | 현종 21년 | 조겐 3년    |
| 1031년 | 천성 9년  | 경복 원년 | 현종 22년 | 조겐 4년    |
| 1032년 | 명도 원년 | 중희 원년 | 덕종 원년 | 조겐 5년    |
| 1033년 | 명도 2년  | 중희 2년  | 덕종 2년  | 조겐 6년    |
| 1034년 | 경우 원년 | 중희 3년  | 덕종 3년  | 조겐 7년    |
| 1035년 | 경우 2년  | 중희 4년  | 정종 원년 | 조겐 8년    |
| 1036년 | 경우 3년  | 중희 5년  | 정종 2년  | 조겐 9년    |
| 1037년 | 경우 4년  | 중희 6년  | 정종 3년  | 조랴쿠 원년 |
| 1038년 | 보원 원년 | 중희 7년  | 정종 4년  | 조랴쿠 2년  |
| 1039년 | 보원 2년  | 중희 8년  | 정종 5년  | 조랴쿠 3년  |